# Hedy Frank-Autheried
Hedy Frank-Autheried (22 janvier 1902 — 24 mars 1979) est une compositrice autrichienne.

## Biographie
Hedy Frank-Autheried naît le 22 janvier 1902 à Vienne.
Elle a étudié la musique à l'Académie de Vienne, mais n'a pas pu poursuivre ses études car elle était une femme. Elle a épousé Ferdinand Frank et a ensuite étudié la composition avec Camillo Horn. Après avoir terminé ses études, elle a travaillé comme compositrice. Elle meurt à Vienne.
Elle a composé 239 oeuvres dont 70 mélodrames, des œuvres chorales, pour violon ou des sonates pour piano.